# Route nationale 402
Pour les articles homonymes, voir Route 402.
La route nationale 402 ou RN 402 était une route nationale française reliant Givry-en-Argonne à Rupt-devant-Saint-Mihiel. Après les déclassements de 1972, elle est devenue RD902.
Voir le tracé de la RN402 sur GoogleMaps

## De Givry-en-Argonne à Rupt-devant-Saint-Mihiel D 902
- Givry-en-Argonne (km 0)
- Sommeilles (km 7)
- Laheycourt (km 13)
- Villotte-devant-Louppy (km 17)
- Lisle-en-Barrois (km 21)
- Rembercourt-aux-Pots (km 26)
- Chaumont-sur-Aire (km 32)
- Pierrefitte-sur-Aire (km 39)
- Rupt-devant-Saint-Mihiel (sur la Voie Sacrée, cf. RN401 et RN35) (km 46)